# Farther Along
Albums de The Byrds
The Byrds' Greatest Hits Volume II
(1971) The Best of The Byrds: Greatest Hits, Volume II
(1972)
Singles
1. America's Great National Pastime
Sortie : 29 novembre 1971

Farther Along est le onzième album studio du groupe américain The Byrds. Il est sorti en 1971 sur le label Columbia Records.
La majeure partie des chansons sont enregistrées en l'espace de cinq jours à Londres en juillet 1971. Sorti moins de six mois après leur précédent disque, Byrdmaniax, il est conçu par le groupe comme une réponse aux critiques adressées à ce disque. Les membres du groupe, mécontents des arrangements orchestraux apportés par leur producteur Terry Melcher aux chansons de Byrdmaniax, décident de produire eux-mêmes Farther Along.
À sa sortie, l'album reçoit de meilleures critiques que Byrdmaniax, mais il réalise de mauvaises ventes. Il ne dépasse pas la 152e place du classement américain Billboard 200, la pire performance de l'histoire des Byrds depuis Dr. Byrds and Mr. Hyde. L'unique single qui en est extrait, America's Great National Pastime, n'entre pas dans le hit-parade américain.

## Fiche technique

### Titres
| 1. | Tiffany Queen      | Roger McGuinn                            | 2:40 |
| 2. | Get Down Your Line | Gene Parsons                             | 3:26 |
| 3. | Farther Along (en) | traditionnel, arrangé par Clarence White | 2:57 |
| 4. | B.B. Class Road    | Gene Parsons, Stuart Dawson              | 2:16 |
| 5. | Bugler             | Larry Murray                             | 3:06 |

| 6.  | America's Great National Pastime | Skip Battin, Kim Fowley                                                     | 2:57 |
| 7.  | Antique Sandy                    | Roger McGuinn, Skip Battin, Gene Parsons, Clarence White, Jimmi Seiter (en) | 2:13 |
| 8.  | Precious Kate                    | Skip Battin, Kim Fowley                                                     | 2:59 |
| 9.  | So Fine                          | Johnny Otis                                                                 | 3:38 |
| 10. | Lazy Waters                      | Bob Rafkin (en)                                                             | 3:32 |
| 11. | Bristol Steam Convention Blues   | Gene Parsons, Clarence White                                                | 2:39 |

La réédition CD parue en 2000 inclut trois titres supplémentaires :
| 12. | Lost My Drivin' Wheel                                                                                            | David Wiffen (en)                | 4:56 |
| 13. | Born to Rock and Roll                                                                                            | Roger McGuinn                    | 2:59 |
| 14. | Bag Full of Money (inclut en morceau caché à partir de 3:29 une autre version de Bristol Steam Convention Blues) | Roger McGuinn, Jacques Levy (en) | 5:58 |

### Musiciens

#### The Byrds
- Roger McGuinn : guitare, chant
- Clarence White : guitare, mandoline, chant
- Skip Battin : basse, piano, chant
- Gene Parsons : batterie, guitare, harmonica, pedal steel guitar, banjo, chant

#### Musiciens supplémentaires
- Charles Lloyd : saxophone sur Born to Rock and Roll
- John Guerin : batterie sur Bag Full of Money
- Buddy Emmons (en) : pedal steel guitar sur Bag Full of Money
- autres musiciens de studio inconnus sur Lost My Drivin' Wheel, Born to Rock and Roll (synthétiseur, chœurs) et Bag Full of Money (piano)